# Artur Adolf Konradi
Artur Adolf Konradi (* 28. September 1880 in Sieniawa bei Kiew, Russisches Kaiserreich; † 30. September 1951 in Flensburg) war Handelsattaché der deutschen Gesandtschaft in Rumänien und Generalsekretär der Rumänisch-deutschen Handelskammer sowie „Landesgruppenleiter“ der Auslandsorganisation der NSDAP (NSDAP-AO) in Rumänien.

## Leben
Konradi studierte an den Universitäten Karlsruhe und Braunschweig, wo er sich dem Corps Franconia Karlsruhe und dem Corps Rhenania Braunschweig anschloss. Von 1905 bis 1908 war er als Ingenieur in Mühlheim und von 1909 bis 1915 als Handelsvertreter in Charkiw tätig. Von 1915 bis 1917 befand er sich in russischer Haft, während der er nach Sibirien verbannt wurde. Von 1917 bis 1929 war er Exportleiter und Prokurist eines Maschinenbauunternehmens in Deutschland. Er erhielt 1919 die deutsche Staatsbürgerschaft. Ab 1930 engagierte er sich als selbstständiger Vertreter deutscher Industriewaren in Bukarest. Zum 1. Dezember 1931 trat er in die NSDAP ein (Mitgliedsnummer 839.920) und wurde 1932 zum „Landesgruppenleiter“ der NSDAP-AO für Rumänien ernannt, sowie 1935 zum Generalsekretär der Rumänisch-deutschen Handelskammer in Bukarest. Konradi galt als der reichste Reichsdeutsche in Bukarest und war einer der bedeutendsten Geldgeber der Deutschen Volksgemeinschaft in Rumänien (DVR). In seinem Haus fanden 1938 Gespräche zur Gleichschaltung der Deutschen in Rumänien mit Edit von Coler statt.
Im Zuge des niedergeschlagenen Aufstands der Eisernen Garde ermöglichten hochrangige deutsche NS-Funktionäre in Rumänien die Flucht von Horia Sima und etwa dreihundert Legionären nach Deutschland. Der deutsche Gesandte in Rumänien Manfred von Killinger befragte hierzu Konradi und den stellvertretenden „Landesgruppenleiter“ Langenecker, die ihm per Telegramm vom 22. Februar 1941 versicherten, es würden keine Legionäre versteckt. Sie schlossen aber nicht aus, dass Reichsdeutsche in den Provinzen dieses getan hätten. Manfred von Killinger übermittelte am 1. März 1941 ein Schreiben des rumänischen Ministerpräsident und Generalstabschef des Heeres Ion Antonescu, in dem dieser „im Interesse der inneren Ruhe in meinem Lande wie auch für eine gesunde Verteidigung unserer gemeinsamen Interessen“ die Verbringung von elf namentlich genannten Personen nach Deutschland verlangte. Konradis Name stand an sechster Stelle der Liste. Nach einer Meldung vom 25. Mai 1941 waren Konradi und Langenecker „ins Reich zurückgekehrt“. Konradis Nachfolger als „Landesgruppenleiter“ wurde Ludwig Kohlhammer.
Nach dem Zweiten Weltkrieg lebte Konradi 1946 in Bissingheim im Regierungsbezirk Düsseldorf. Er starb 1951 in Flensburg. Nach einem Memorandum der CIA von 1978, in dem Konradi als "German intelligence chief" in Rumänien bezeichnet wurde, sei er weder kontaktiert noch befragt worden. Es gäbe keine Informationen über seine deutschen Geheimdienstkontakte in Rumänien.

## Bewertung
Alfred Coulin, zuletzt stellvertretender Chefredakteur des Bukarester Tageblatts, beschrieb Konradi als eine „unglückliche Persönlichkeit“ und einen „Krüppel und pathologisch reizbar im Umgang mit Menschen“.